# کلود ولگرد
کلود ولگرد (به فرانسوی: Claude Gueux) نام یک داستان کوتاه از ویکتور هوگو، نویسندهٔ فرانسوی است.

## خلاصه داستان
کلود مردی است که برای به دست آوردن غذا مجبور به دزدی می‌شود و به زندان می‌افتد. در آنجا از شدت گرسنگی رنج می برد. تا آنکه روزی مردی پیدا می شود که حاضر است غذای خودش را با او قسمت کند. این دو با هم دوست خوبی می شوند. ولی رییس زندان از دوستی آن دو مطلع می شود و دوست کلود را به سلول دیگری منتقل می کند. کلود از این موضوع ناراحت  می شود و بارها از رییس زندان درخواست می کند تا او را برگرداند اما سرانجام، کلود دست به کشتن رییس می زند و به همین جرم او را اعدام می کنند.
در اخر داستان ویکتور هوگو به موضوع مهمی در زبان سوم شخص مفرد بیان میشود.